# Fagerströms karamellfabrik
Fagerströms karamellfabrik är en konfektyrfabrik i Hudiksvall grundad 1922 av Emma Fagerström.
Tillverkningen omfattar bland annat hårda karameller som Ingefära Rocks, Tutti Frutti och Kungen av Danmark. Den hantverksmässiga tillverkningen i centrala Hudiksvall är öppen för besökare.

## Historik
I början av 1900-talet fanns flera stora karamellfabriker i Hudiksvall, inte minst Jerlins som var en av stadens större arbetsgivare. Konfektyrbranschens expansion hade tagit fart under slutet av 1880-talet och tillverkning inleddes även i några orter utanför storstäderna, däribland Hudiksvall.
I Hudiksvall grundade också Emma Fagerström sitt företag år 1922. Fagerström var från Hassela och hade kommit till Hudiksvall för att vara hushållerska åt Anders Viktor Sundström, som hon senare gifte sig med. Karamellerna tillverkades under hantverksmässiga former, packades i burkar och såldes till de tre kolonialbolagen i Hudiksvall som i sin tur sålde produkterna vidare till områdets butiker och kiosker. I början bestod produktionen främst av polkagrisar. Från 1950-talet var Fagerströms den enda kvarvarande konfektyrfabriken i orten.
Emma Fagerström överlät senare företaget till sin son Erik Sundström. År 1955 flyttade verksamheten till en fabrik på Trädgårdsgatan 33 i Hudiksvall. År 1964 hade distributionen utökats så att företagets produkter såldes så långt söderut som Göteborg. Under Erik Sundströms ledning gick företaget sedermera i konkurs, men kunde starta igen efter lyckad rekonstruktion och minskning av antalet produkter.
År 2009 köpte Fagerström tillverkningen av Bravokola och Tomteklubbor från Larsson & Söner i Freluga, Bollnäs. Larsson & Söner hade tillverkat Bravokola från 1930-talet och Tomteklubbor från 1950-talet. Bravokola såldes år 2020 till Grahns konfektyr i Skövde.